# Lijst van schaatsrecords sprintvierkamp mannen
Dit is een overzicht van de ontwikkeling van de schaatsrecords op de sprintvierkamp mannen.
De sprintvierkamp is een benaming voor een reeks van afstanden (tweemaal 500 en tweemaal 1000 meter) binnen een aantal dagen, meestal een weekend. De tijden op deze afstanden worden omgerekend naar 500 meter en de som van deze tijden is het puntentotaal. Tijdens de sprinttoernooien (bijvoorbeeld het WK sprint) wordt bij de mannen een sprintvierkamp verreden.

## Ontwikkeling wereldrecord sprintvierkamp
| Nr. | Naam               | Land             | Tijd     | Datum               | Baan           |
| --- | ------------------ | ---------------- | -------- | ------------------- | -------------- |
| 1.  | Hasse Börjes       | Zweden           | 163,300  | 11/12 december 1971 | Kongsberg      |
| 2.  | Leo Linkovesi      | Finland          | 156,500  | 7/8 januari 1972    | Davos          |
| 3.  | Erhard Keller      | West-Duitsland   | 155,800  | 4/5 maart 1972      | Inzell         |
| 4.  | Lasse Efskind      | Noorwegen        | 154,400  | 13/14 januari 1973  | Davos          |
| 5.  | Valeri Moeratov    | Sovjet-Unie      | 153,390  | 17/18 maart 1975    | Medeo          |
| 6.  | Jevgeni Koelikov   | Sovjet-Unie      | 153,250  | 28/29 maart 1975    | Medeo          |
| 7.  | Jevgeni Koelikov   | Sovjet-Unie      | 151,190  | 20/21 maart 1976    | Medeo          |
| 8.  | Eric Heiden        | Verenigde Staten | 150,250  | 12/13 januari 1980  | Davos          |
| 9.  | Gaétan Boucher     | Canada           | 148,785  | 30/31 januari 1981  | Davos          |
| 10. | Pavel Pegov        | Sovjet-Unie      | 146,955  | 25/26 maart 1983    | Medeo          |
| 11. | Igor Zjelezovski   | Sovjet-Unie      | 145,945  | 25/26 februari 1989 | Heerenveen     |
| 12. | Dan Jansen         | Verenigde Staten | 145,580  | 19/20 maart 1993    | Calgary        |
| 13. | Dan Jansen         | Verenigde Staten | 144,815  | 29/30 januari 1994  | Calgary        |
| 14. | Yasunori Miyabe    | Japan            | 144,445  | 25/26 maart 1994    | Calgary        |
| 15. | Manabu Horii       | Japan            | 143,425  | 1/3 maart 1996      | Calgary        |
| 16. | Jeremy Wotherspoon | Canada           | 141,995* | 22/23 november 1997 | Calgary        |
| 17. | Jeremy Wotherspoon | Canada           | 140,050* | 15/16 januari 1999  | Calgary        |
| 18. | Jeremy Wotherspoon | Canada           | 138,310* | 20/21 februari 1999 | Calgary        |
| 19. | Jeremy Wotherspoon | Canada           | 137,285* | 1/2 december 2001   | Salt Lake City |
| 20. | Jeremy Wotherspoon | Canada           | 137,270* | 11/12 januari 2003  | Salt Lake City |
| 21. | Jeremy Wotherspoon | Canada           | 137,230* | 18/19 januari 2003  | Calgary        |
| 22. | Stefan Groothuis   | Nederland        | 136,810* | 28/29 januari 2012  | Calgary        |
| 23. | Michel Mulder      | Nederland        | 136,790* | 26/27 januari 2013  | Salt Lake City |
| 24. | Kai Verbij         | Nederland        | 136,065* | 25/26 februari 2017 | Calgary        |

* → gereden met de klapschaats
N.B.: Jeremy Wotherspoon reed op 9, 10 en 11 november 2007 tijdens de wereldbeker in de Utah Olympic Oval van Salt Lake City tweemaal een 500 meter en tweemaal een 1000 meter. Wanneer zijn tijden in een officiële, tweedaagse sprintvierkamp gereden zouden zijn, zou zijn puntentotaal zijn uitgekomen op 135,355. Omdat dit niet het geval was, is zijn prestatie door de ISU niet erkend als wereldrecord sprintvierkamp.

## Ontwikkeling Nederlands record sprintvierkamp
| Nr. | Naam             | Tijd     | Datum               | Baan           |
| --- | ---------------- | -------- | ------------------- | -------------- |
| 1   | Jan Pesman       | 167,640  | 24/25 januari 1970  | Medeo          |
| 2   | Ard Schenk       | 164,490  | 21/22 februari 1970 | West Allis     |
| 3   | Peter Nottet     | 163,600  | 07/08 maart 1970    | Inzell         |
| 4   | Jan Bazen        | 159,150  | 15/16 januari 1971  | Davos          |
| 5   | Ard Schenk       | 159,080  | 20/21 februari 1971 | Inzell         |
| 6   | Jan Bazen        | 158,950  | 19/20 januari 1973  | Davos          |
| 7   | Jos Valentijn    | 155,375  | 21/22 februari 1976 | Inzell         |
| 8   | Lieuwe de Boer   | 153,130  | 19/20 januari 1980  | Davos          |
| 9   | Sies Uilkema     | 151,070  | 30/31 januari 1981  | Davos          |
| 10  | Jan Ykema        | 149,525  | 25/26 februari 1989 | Heerenveen     |
| 11  | Arie Loef        | 149,130  | 29/30 januari 1994  | Calgary        |
| 12  | Gerard van Velde | 146,615  | 11/12 februari 1995 | Calgary        |
| 13  | Gerard van Velde | 145,915  | 17/18 maart 1995    | Calgary        |
| 14  | Erben Wennemars  | 145,630* | 14/15 maart 1997    | Calgary        |
| 15  | Jan Bos          | 142,565* | 22/23 november 1997 | Calgary        |
| 16  | Jan Bos          | 138,960* | 20/21 februari 1999 | Calgary        |
| 17  | Erben Wennemars  | 138,770* | 01/02 december 2001 | Salt Lake City |
| 18  | Erben Wennemars  | 137,645* | 11/12 januari 2003  | Salt Lake City |
| 19  | Erben Wennemars  | 137,585* | 06/07 december 2003 | Calgary        |
| 20  | Erben Wennemars  | 137,310* | 22/23 januari 2005  | Salt Lake City |
| 21  | Stefan Groothuis | 136,810* | 28/29 januari 2012  | Calgary        |
| 22  | Michel Mulder    | 136,790* | 26/27 januari 2013  | Salt Lake City |
| 23  | Kai Verbij       | 136,065* | 25/26 februari 2017 | Calgary        |

## Ontwikkeling wereldrecord laaglandbaan sprintvierkamp (onofficieel)
| Nr. | Naam               | Land                           | Tijd     | Datum                       | Baan       |
| --- | ------------------ | ------------------------------ | -------- | --------------------------- | ---------- |
| 1   | Ole Hermann Aamodt | Noorwegen                      | 170,000  | 06/07 januari 1968          | Oslo       |
| 2   | Ivar Eriksen       | Noorwegen                      | 165,550  | 15/16 maart 1969            | Alta       |
| 3   | Ove König          | Zweden                         | 164,700  | 01/02 januari 1970          | Oslo       |
| 4   | Magne Thomassen    | Noorwegen                      | 163,100  | 31 januari/01 februari 1970 | Trondheim  |
| 5   | Hasse Börjes       | Zweden                         | 161,600  | 21/22 maart 1970            | Alta       |
| 6   | Hasse Börjes       | Zweden                         | 158,800  | 03/04 maart 1971            | Notodden   |
| 7   | Erhard Keller      | West-Duitsland                 | 158,785  | 29/30 januari 1977          | Grefrath   |
| 8   | Frode Rønning      | Noorwegen                      | 157,150  | 17/18 februari 1977         | Hamar      |
| 9   | Jan Egil Storholt  | Noorwegen                      | 154,755  | 02/03 januari 1978          | Oslo       |
| 10  | Frode Rønning      | Noorwegen                      | 153,700  | 21/22 februari 1981         | Grenoble   |
| 11  | Akira Kuroiwa      | Japan                          | 153,540  | 26/27 februari 1983         | Helsinki   |
| 12  | Gaétan Boucher     | Canada                         | 151,700  | 03/04 maart 1984            | Trondheim  |
| 13  | Gaétan Boucher     | Canada                         | 151,575  | 24/25 november 1984         | Berlijn    |
| 14  | Igor Zjelezovski   | Sovjet-Unie                    | 150,825  | 23/24 februari 1985         | Heerenveen |
| 15  | Igor Zjelezovski   | Sovjet-Unie                    | 150,795  | 29/30 november 1986         | Berlijn    |
| 16  | Uwe-Jens Mey       | Duitse Democratische Republiek | 150,715  | 19/20 november 1988         | Berlijn    |
| 17  | Igor Zjelezovski   | Sovjet-Unie                    | 145,945  | 25/26 februari 1989         | Heerenveen |
| 18  | Sergej Klevtsjenja | Rusland                        | 145,655  | 17/18 februari 1996         | Heerenveen |
| 19  | Hiroyasu Shimizu   | Japan                          | 144,935* | 21/22 december 1997         | Nagano     |
| 20  | Jan Bos            | Nederland                      | 143,735* | 24/25 januari 1998          | Berlijn    |
| 21  | Jan Bos            | Nederland                      | 143,340* | 12/13 december 1998         | Nagano     |
| 22  | Jeremy Wotherspoon | Canada                         | 142,215* | 26/27 februari 2000         | Seoel      |
| 23  | Erben Wennemars    | Nederland                      | 142,125* | 29/30 december 2000         | Heerenveen |
| 24  | Jeremy Wotherspoon | Canada                         | 139,820* | 19/20 januari 2002          | Hamar      |
| 25  | Jeremy Wotherspoon | Canada                         | 139,220* | 26/27 november 2005         | Milwaukee  |
| 36  | Lee Kyou-hyuk      | Zuid-Korea                     | 138,775* | 20/21 januari 2007          | Hamar      |
| 27  | Pavel Koelizjnikov | Rusland                        | 138,445* | 07/08 februari 2015         | Heerenveen |
| 28  | Pavel Koelizjnikov | Rusland                        | 138,325* | 28 februari/01 maart 2015   | Astana     |
| 29  | Hein Otterspeer    | Nederland                      | 137,935* | 26/27 januari 2019          | Heerenveen |
| 30  | Pavel Koelizjnikov | Rusland                        | 137,390* | 23/24 februari 2019         | Heerenveen |
| 31  | Kjeld Nuis         | Nederland                      | 137,095* | 24/25 februari 2024         | Heerenveen |
| 32  | Jenning de Boo     | Nederland                      | 136,120* | 28/29 december 2024         | Heerenveen |

* → gereden met de klapschaats